# ليوناردو زازب
ليوناردو زازب (بالإسبانية: Leandro Zazpe)‏ (29 أبريل 1994 في الأوروغواي - ) هو لاعب كرة قدم أوروغواني في مركز الدفاع. لعب مع سنترو أتلتيكو فينكس ‏.

## روابط خارجية
- ليوناردو زازب على موقع قاعدة بيانات كرة القدم.إي يو (الإنجليزية)
- ليوناردو زازب على موقع Soccerway.com (الإنجليزية)